# Izabela Wiśniewska
Izabela Wiśniewska, po mężu Nowicka (ur. 9 marca 1968) – polska wioślarka, brązowa medalistka Letniej Uniwersjady (1993).

## Kariera sportowa
Karierę rozpoczęła w klubie SKS Czarni Szczecin. Jako zawodniczka AZS-AWF Warszawa wywalczyła dziesięć złotych medali mistrzostw Polski: w czwórce podwójnej w 1989, 1990, 1991, 1994, i 1995 oraz w jedynce w 1992, 1993, 1994 i 1995. W 1992 zwyciężyła w jedynce na akademickich mistrzostwach świata, w 1993 wywalczyła w jedynce brązowy medal Letniej Uniwersjady. 
Na mistrzostwach świata seniorek wystąpiła czterokrotnie. W 1989 zajęła 5. miejsce w czwórce podwójnej, w 1993 była 11. (5. w finale B) w jedynce, w 1994 i 1995 była 8. (2. w finale B) w czwórce podwójnej.
Jest żoną olimpijczyka Jarosława Nowickiego.